# Ferdinand Milučký
Ferdinand Milučký (Rajec, 26 settembre 1929 – Bratislava, 26 luglio 2019) è stato un architetto slovacco.

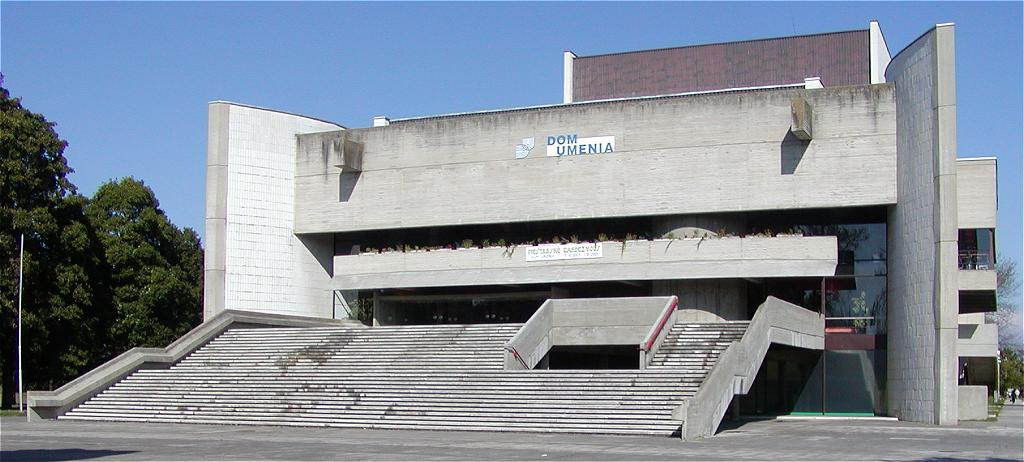
La Casa dell'arte a Piešťany (1974-1979)

Si occupò di edilizia civile e residenziale, ma anche di mostre. Fu autore del crematorio di Bratislava, coautore del quartiere residenziale Trávniky di Bratislava, della Casa dell'arte di Piešťany, dell'edificio dell'ex ambasciata cecoslovacca a Roma.

## Biografia
Ferdinand Milučký era figlio di uno stagnino di Rajec. La sua formazione risentì della storia della città natale e dell'architettura popolare dei villaggi circostanti.
Dopo essersi diplomato al ginnasio, si iscrisse all'Università Tecnica Slovacca e gradualmente entrò in contatto con l'arte moderna. Fu allievo del professor Jan Koula. Come suo assistente, Milučky partecipò alla ricerca sull'architettura popolare. Apparentemente riuscì a penetrare nella natura più profonda dell'architettura popolare, che usò più tardi nelle sue opere.
Divenne cittadino onorario di Rajec, di cui nel 1991 ricostruì il municipio rinascimentale. Visse a Bratislava in una casa opera sua, in cui si possono leggere molti elementi caratteristici della sua produzione.

## Riconoscimenti
- Premio Dušan Jurkovič (1964, 1966, 1967, 1972, 1988)
- Premio Herder (1999)

## Opera
Dal punto di vista creativo Ferdinand Milučký fu vicino a Emil Belluš, con il quale partecipò come suo assistente ai progetti di concorso per lo Slavín di Bratislava e per l'ambasciata di Pechino. Nel 1958 iniziò a lavorare nel Dipartimento di progetti regionali di Bratislava. Nel suo lavoro si avvalse spesso di artisti del gruppo di Mikuláš Galanda.
Inizialmente collaborò con Vojtech Vilhan. Riuscì a evitare il realismo socialista. Durante questo periodo realizzò soprattutto la mostra Družstevný byt a Bratislava (1958); poi le mostre di Expo 67 a Montréal: l'interno del ristorante Bratislava e la baita slovacca. 
Negli anni 1960 arrivò la sua prima grande occasione: il crematorio di Bratislava, primo crematorio di tutta la Slovacchia. Iniziò a lavorare al progetto nel 1962.
Negli anni 1970 realizzò la Casa dell'arte di Piešťany.
Negli anni 1980 lavorò nel contesto del centro storico e della zona del Castello di Bratislava. Le sue proposte rimasero in larga misura senza realizzazione. In collaborazione con gli architetti Peter Bouda, Ivan Masár e con lo scultore accademico Askold Žáčko propose nel secondo stadio del rinnovo della zona del Castello di Bratislava l'esposizione sull'antica gioielleria slovacca.